# Muhamet Dibra
Muhamet Dibra (Scutari, 31 ottobre 1923 – 1º gennaio 1998) è stato un calciatore albanese, di ruolo difensore.

## Carriera

### Nazionale
Ha collezionato 20 presenze con la Nazionale albanese.